# Підкидання монети

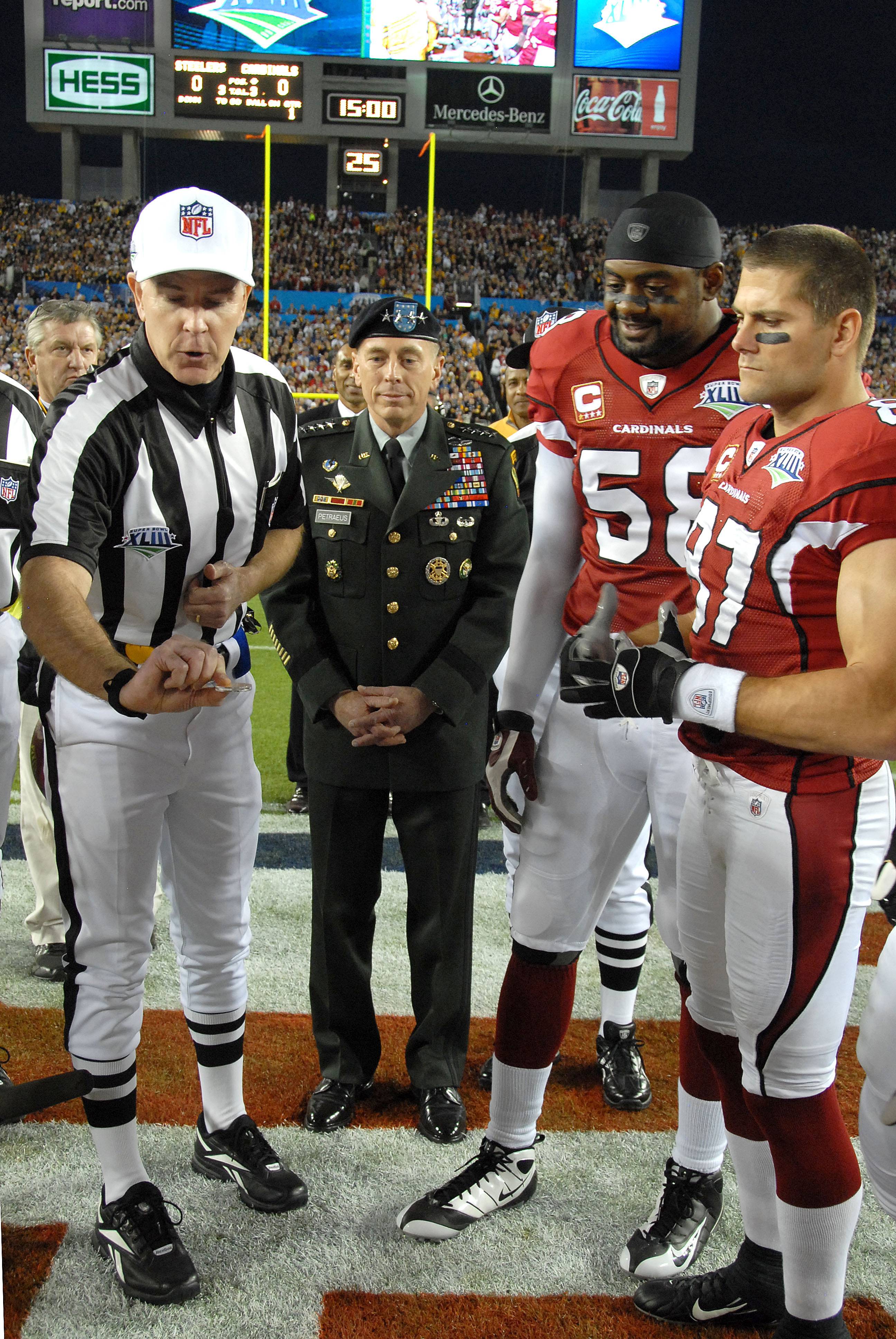
Підкидання монети перед матчем з американского футболу. В центрі генерал Петреус.

Підкидання моне́ти — дія, що часто використовується у повсякденному житті та теорії ймовірності.
Може використовуватися як гра (орлянка), а також за необхідності прийняття випадкового рішення з двох однаково прийнятних (наприклад, при жеребкуванні в різних видах спорту).

## Фізика підкидання монети
Теоретичний і експериментальний аналіз показує, що результат до певної міри передбачуваний, принаймні, якщо відомі початкові дані — розташування, швидкість і момент імпульсу. Підкидання монети цілком може бути розглянуто як завдання з області лагранжевої механіки. Важливими аспектами є обертальний рух монети, її нерівномірні коливання, а також можливість відскоку при падінні в кінці траєкторії.
Проблемою передбачення результату підкидання монети займалися Діаконіс Персі (американський математик і колишній професійний ілюзіоніст) і його співробітники. Вони продемонстрували, що при використанні механічного підкидувача, здатного зробити кидок зі строго заданими параметрами, дає вельми передбачуваний результат.
Більше того, ними було теоретично і експериментально доведено, що існує методика, що дозволяє підкинути монету так, що вона не перевернеться, причому з боку кидок виглядатиме найзвичайнішим. Подібною методикою можуть опанувати, скажімо, фокусники чи професійні гравці.
У рідкісних випадках, у результаті кидка монета може стати на ребро (для 5-центової монети ймовірність становить приблизно 1/6000) .
Є також онлайн ресурси підкидання монети.